# Jimmie Åkesson
Per Jimmie Åkesson (Ivetofta, Kristianstad, 17 de mayo de 1979) es un político sueco. Es el actual líder del partido nacionalista Demócratas de Suecia y miembro del parlamento sueco desde las elecciones generales de Suecia de 2010.

## Biografía
Nació en Ivetofta, Condado de Kristianstad (ahora parte del Condado de Skåne), pero creció en Sölvesborg, Condado de Blekinge. Fue miembro de la Liga de la Juventud Moderada, la sección juvenil del Partido Moderado, por un corto tiempo antes de unirse a la antigua Asociación de la Juventud Demócrata de Suecia (la rama juvenil de los Demócratas de Suecia) en 1995. Ese mismo año fue también cofundador de una sección local de la Asociación de la Juventud Demócrata de Suecia. En 1997 fue elegido miembro adjunto de la dirección del partido. Las políticas que más le interesaban en un primer momento de su militancia en el SD fueron su opinión sobre la Unión Europea y su política en materia de inmigración.
En 1998, a la edad de 19 años, fue elegido para un cargo público como concejal en el Ayuntamiento de Sölvesborg.  Ese mismo año también fue nombrado vicepresidente de la recién creada Juventud Demócrata de Suecia  (Sverigedemokratisk Ungdom), y más tarde, a partir de 2000 a 2005 fue presidente de la organización. En 2005, derrotó al líder del partido Mikael Jansson en una elección interna por convertirse en el líder nacional de los Demócratas de Suecia.
En las elecciones generales de Suecia de 2010, los Demócratas de Suecia cruzaron por primera vez el umbral de las elecciones y entraron en el parlamento sueco con el 5,70% de los votos. Åkesson, que fue el primero en la lista del partido, fue elegido como miembro del Parlamento, junto con 19 de sus compañeros.
Antes de trabajar a tiempo completo en la política, Åkesson trabajaba como diseñador de páginas web de la compañía British Medical Journal Aktiv, que cofundó, entre otros con Björn Söder, actual secretario general del partido de los Demócratas de Suecia. Ha estudiado Ciencias Políticas y otras materias en la Universidad de Lund.

## Enlaces
- Sitio oficial
- Jimmie Åkesson en el sitio de Demócratas de Suecia
- Blog oficial de Jimmie Åkesson
- Jimmie Åkesson en el sitio del Riksdag
- Biografía de Jimmie Åkesson por CIDOB (en español)

- Datos: Q518776
- Multimedia: Jimmie Åkesson / Q518776